# Wissenschaftsjahr 1528
Liste der Wissenschaftsjahre

◄◄ | ◄ | 1524 | 1525 | 1526 | 1527 | Wissenschaftsjahr 1528 | 1529 | 1530 | 1531 | 1532 | ►

Weitere Ereignisse
Dieser Artikel behandelt das Wissenschaftsjahr 1528.

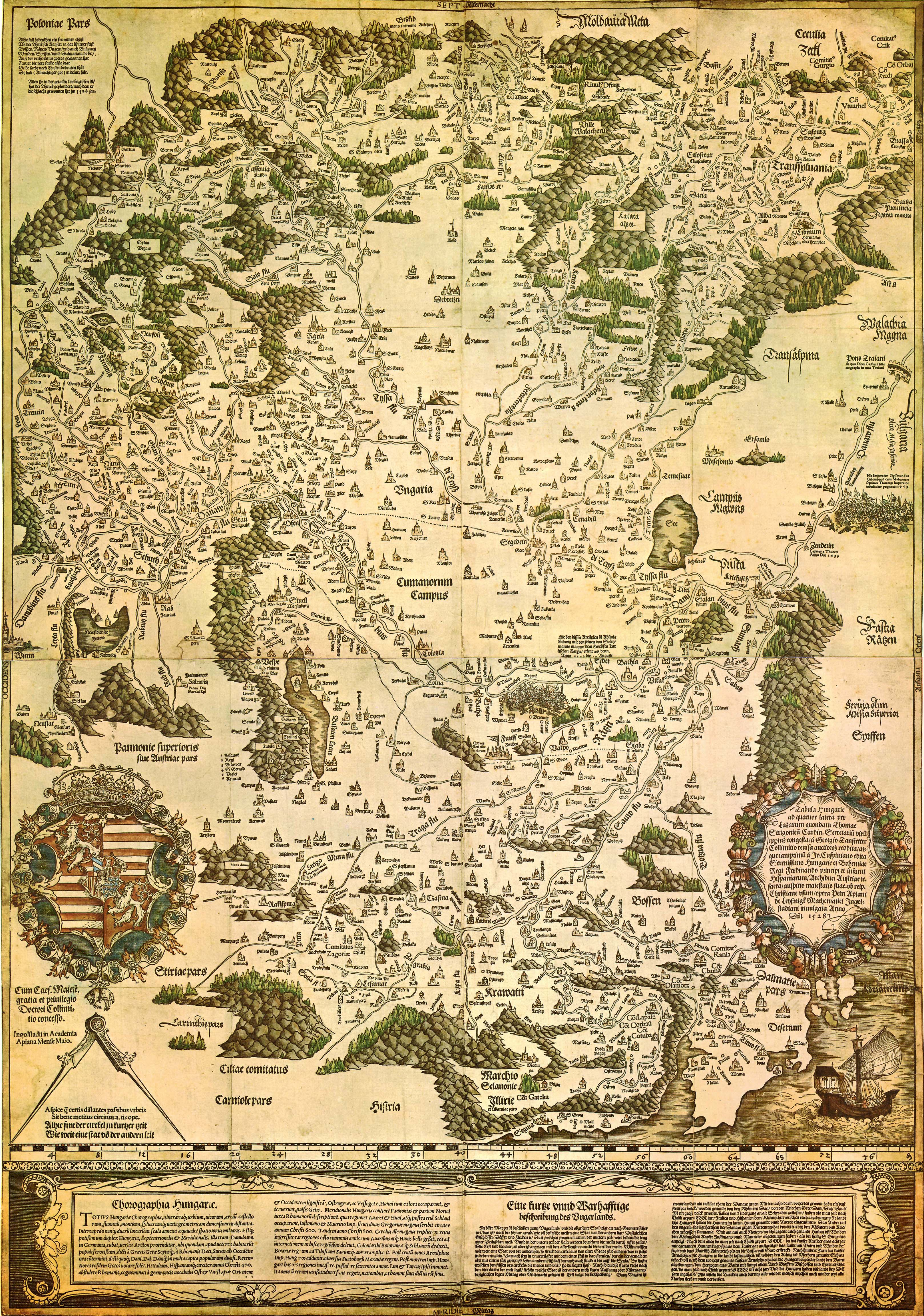
Die Tabula Hungarie von Lazarus Secretarius und Georg Tannstetter

## Ereignisse

### Biowissenschaften

#### Medizin
- Februar: Paracelsus flieht aus Basel. Er hat zuvor einen Patienten, der nach erfolgreicher Behandlung nur einen kleinen Teil des sehr hohen Honorars zahlte, verklagt und als er nicht Recht bekam, das Gericht beschimpft. Aus Angst vor den Folgen flieht er und bricht damit seinen Vertrag als Stadtarzt.
- Mai: Der Englische Schweiß hat seinen vierten großen Ausbruch in England und breitet sich auch Nordeuropa aus.[1]

### Geisteswissenschaften

#### Kunstgeschichte
- Postum veröffentlicht Agnes Dürer, die Ehefrau von Albrecht Dürer, dessen theoretisches Hauptwerk zur Proportionslehre, die Vier Bücher von menschlicher Proportion.[2] Das Buch erscheint bei Hieronymus Andreae in Nürnberg und ist die erste gedruckte Abhandlung, die die Wissenschaft der menschlichen Anatomie auf die Ästhetik anwendet.[3]

Abbildungen aus Albrecht Dürers Vier Bücher von menschlicher Proportion (1528)
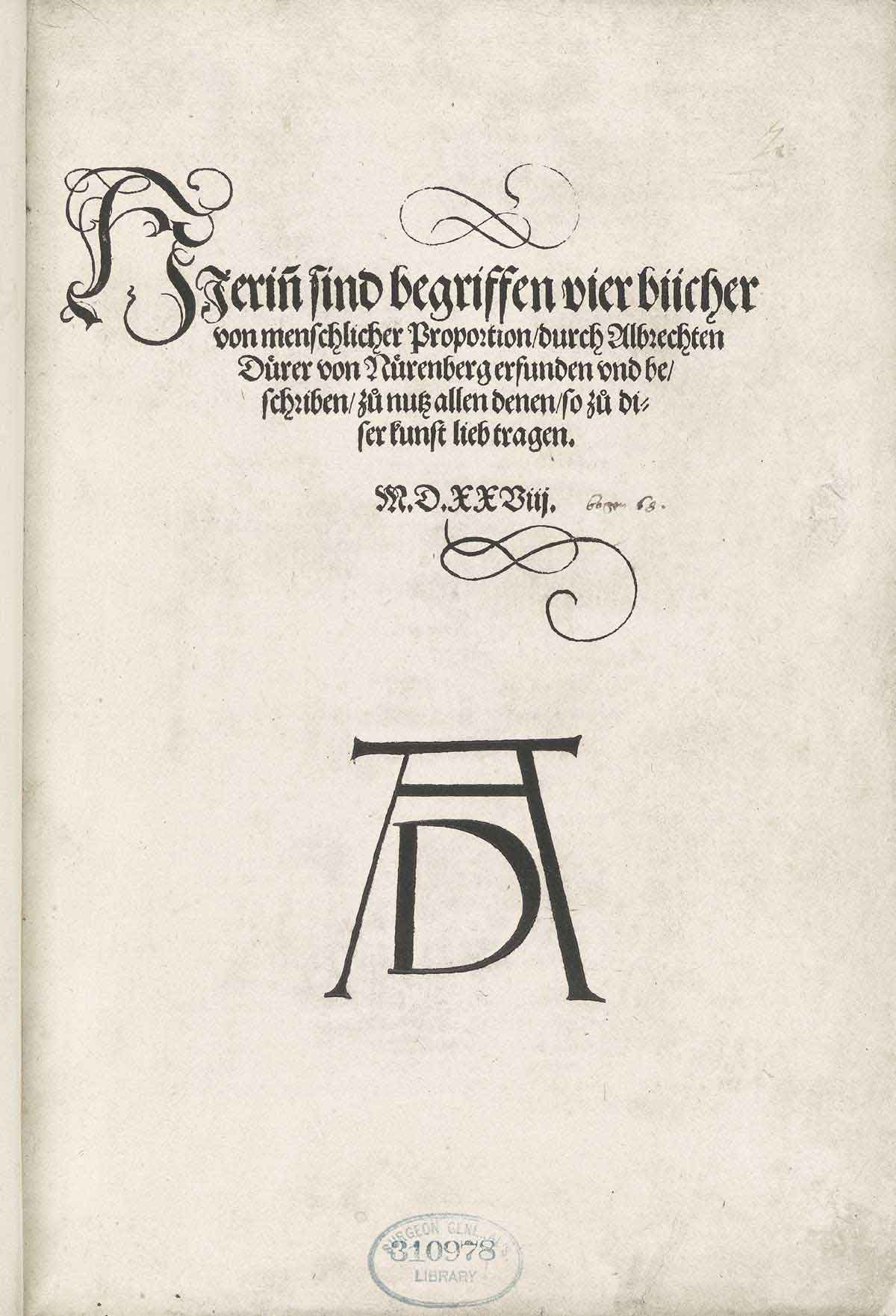
Titelseite
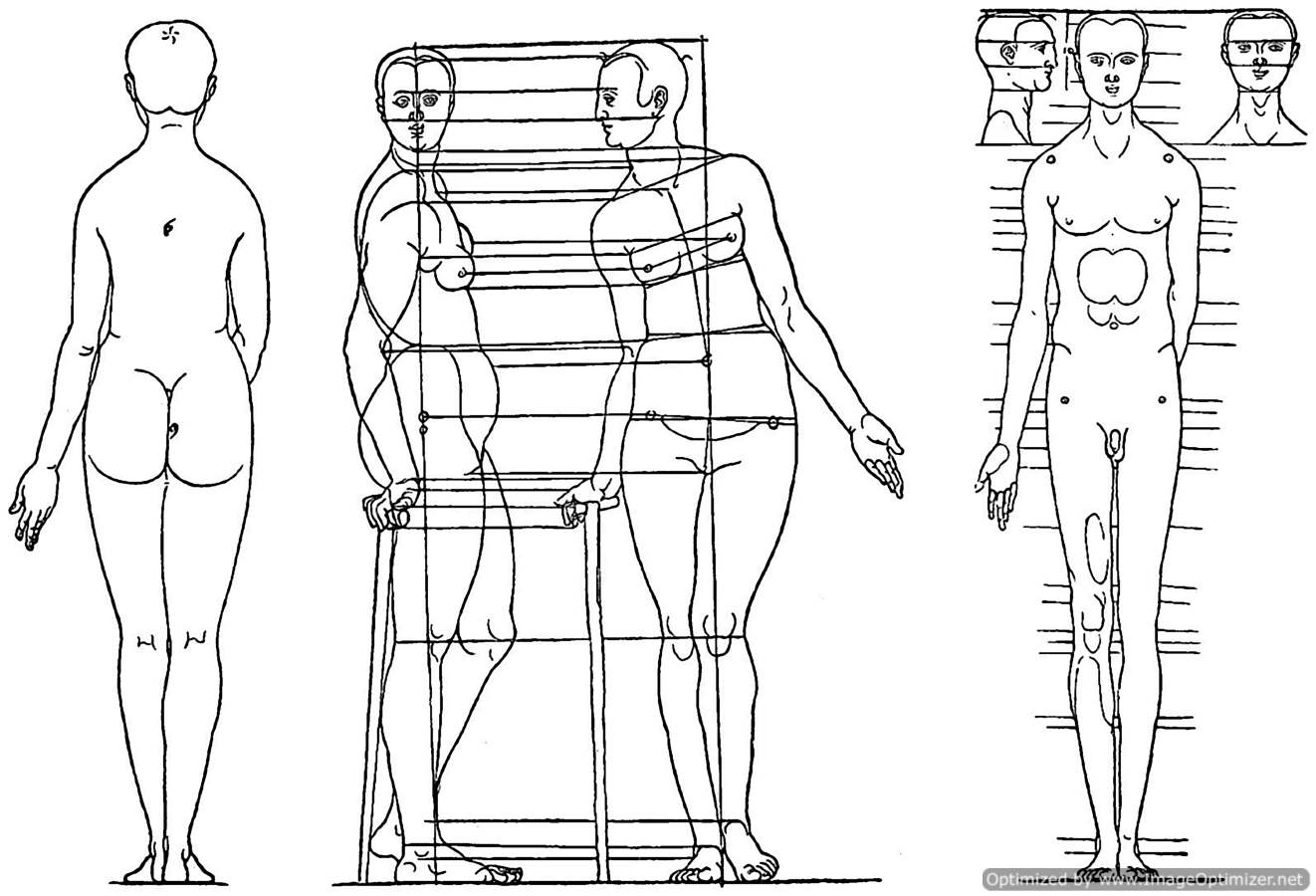
Proportionen Mann
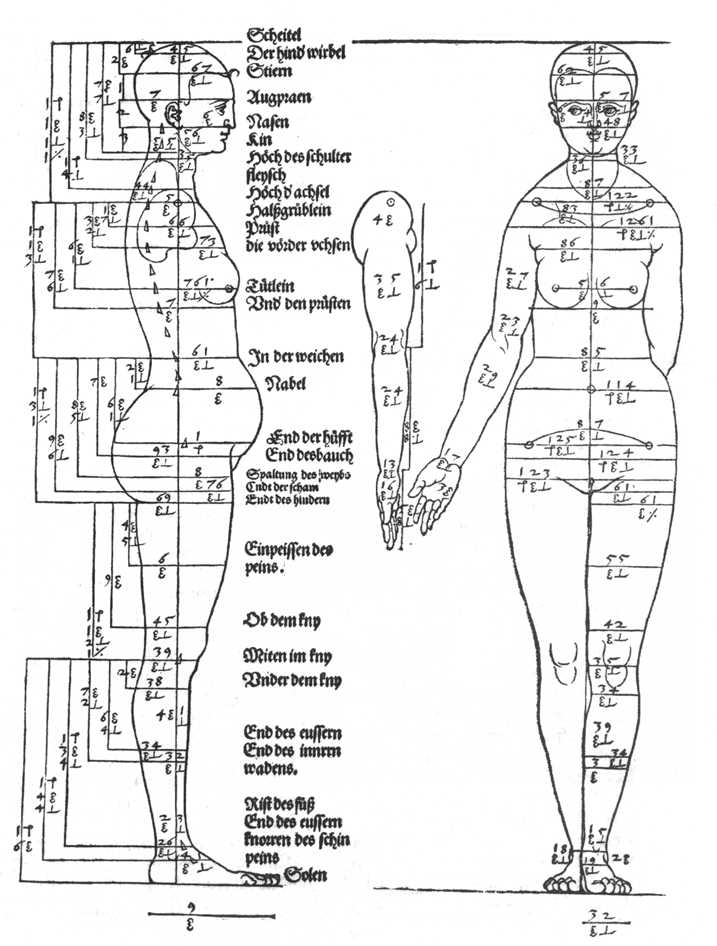
Proportionen Frau
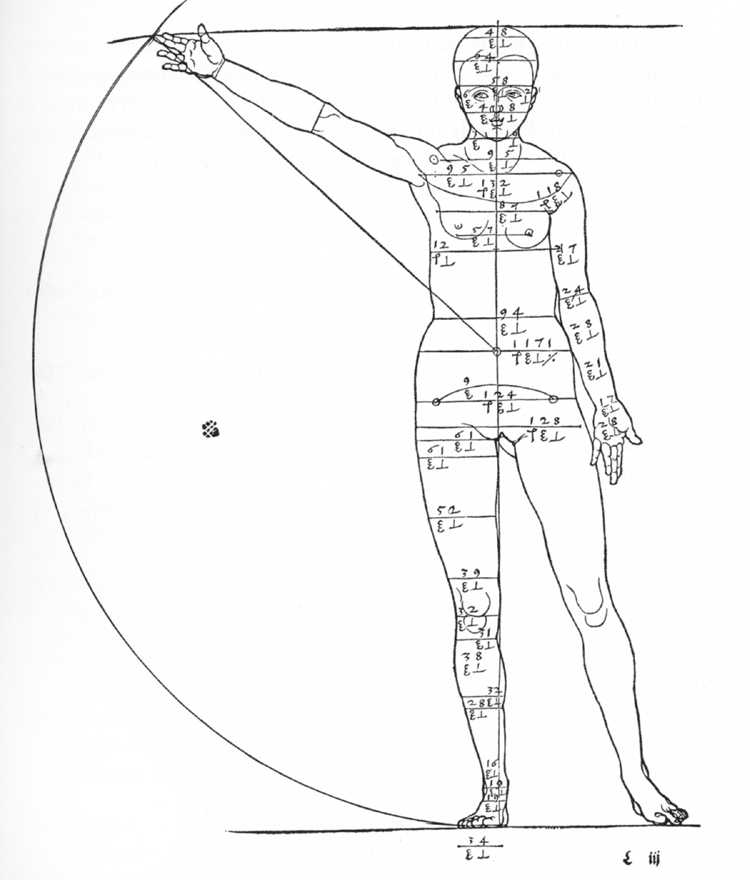
Proportionen Frau in Bewegung
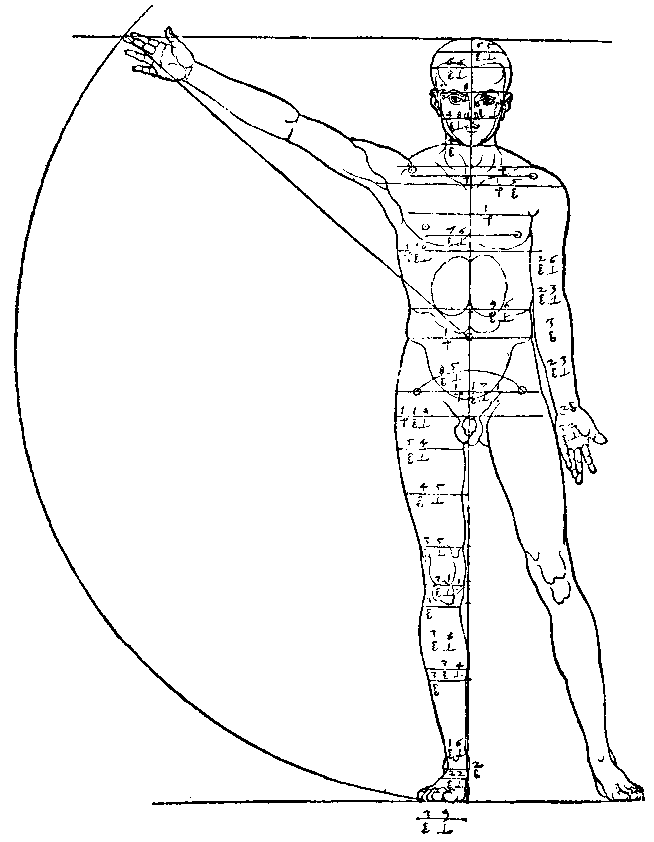
Proportionen Mann in Bewegung
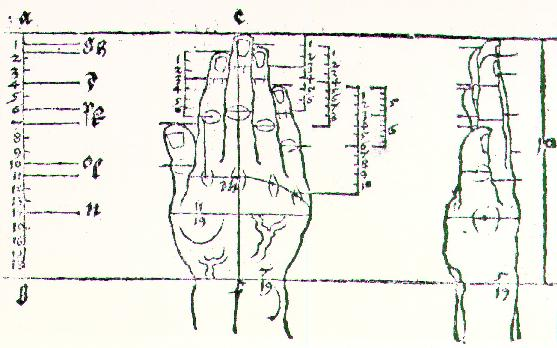
Proportionen Hand
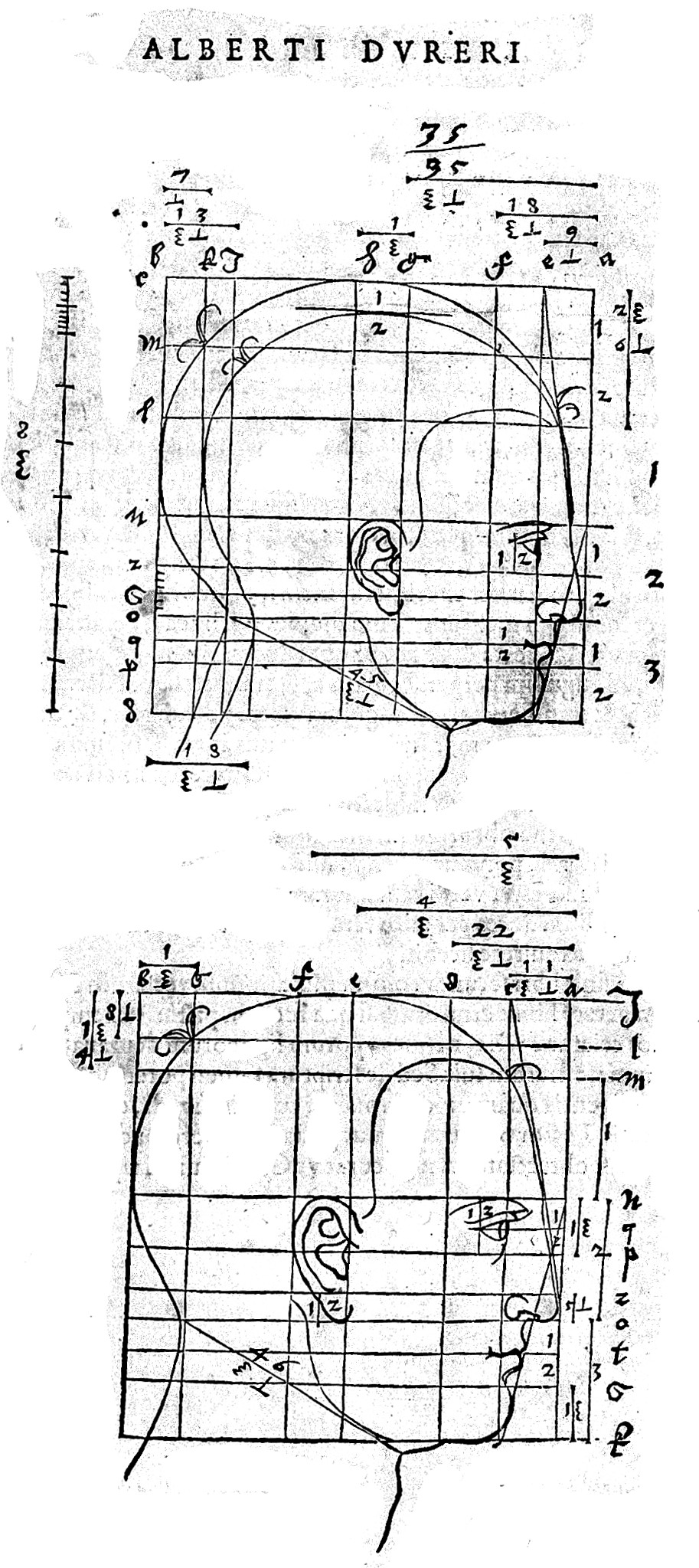
Proportionen Kopf

#### Musikwissenschaften
- Martin Agricola veröffentlicht in Wittenberg sein Werk Ein kurz deudsche Musica (Musica Choralis Deudsch), eine volkstümliche Anleitung zum Musikunterricht[4]. Das Buch gilt als erstes gedrucktes deutschsprachiges Musikschulbuch und „vermittelt Grundbegriffe der Solmisation, Intervall- und Tonartenlehre“[5].

#### Pädagogik
- Eine Freie Lateinschule in Bremen und das Bodensee-Gymnasium in Lindau werden nach lutherischen Prinzipien gegründet.
- Markgraf Georg der Fromme gründet eine Lateinschule in Onolzbach, das heutige Gymnasium Carolinum in Ansbach.
- um 1528: Das Ratsgymnasium in Goslar wird nach einem Aufruf Martin Luthers gegründet.

#### Philologie und Rhetorik
- In seinem 1528 herausgegebenen Dialogus Ciceronianus tritt Erasmus von Rotterdam für eine individuell gestaltete Lebensweise ein, die sich nicht nur an antiken Vorbildern orientieren sollte.[6]

### Naturwissenschaften

#### Astronomie und Geodäsie
- Jean Fernel veröffentlicht 1528 sein Buch Cosmotheoria[7]. Hierin dokumentiert er eine Methode zur Bestimmung eines Meridianbogens, die er 1525 durch Zählen der Umdrehungen seiner Kutschenräder auf einer Reise zwischen Paris und Amiens vornahm. Anhand seiner Messungen berechnete er den Erdumfang auf ein Prozent genau.[8] Zu seinen Werken zu mathematischen und astronomischen Themen gehört auch das ebenfalls 1528 erschienene Buch De proportionibus.

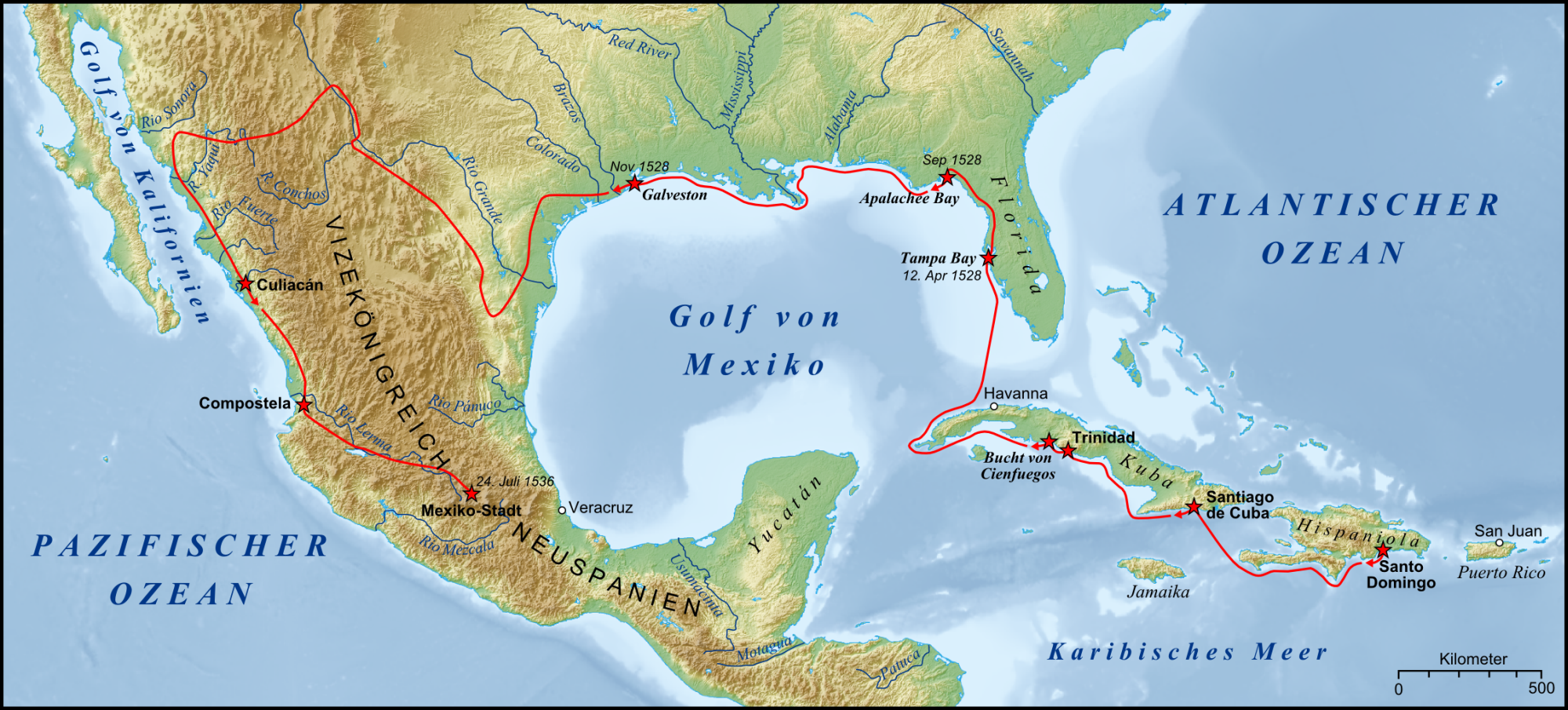
Expedition Cabeza de Vacas

#### Geowissenschaften

##### Geographie / Entdeckungen
- Februar: Diego García de Moguer erkundet die Sierra de la Plata entlang des Río de la Plata und beginnt seine Reise den Rio Paraná hinauf.[9]
- Der spanische Konquistador Álvar Núñez Cabeza de Vaca beginnt 1528 seine Expedition von Florida nach Kalifornien, die bis 1536 dauern wird. Am 6. November betreten er mit seinen Gefährten als erste Europäer nachweislich das Gebiet von Texas.[10]

##### Kartographie
- Mai: Die Ungarnkarte Tabula Hungarie von Lazarus Secretarius und Georg Tannstetter wird in Ingolstadt gedruckt. Es handelt sich um die älteste noch erhaltene Landkarte von Ungarn. Die Karte entsteht vor dem Hintergrund des raschen Vorrückens der Türken nach Mitteleuropa im ersten österreichischen Türkenkrieg.
- Benedetto Bordone beschreibt in seinem in Venedig veröffentlichten Buch Isolario (dt. Buch der Inseln) alle Inseln der bekannten Welt und stellt deren Klima, Kultur, Geschichte, Folklore, Mythen und Kultur detailliert dar.

Abbildungen aus Benedetto Bordones Buch Isolario (1528)
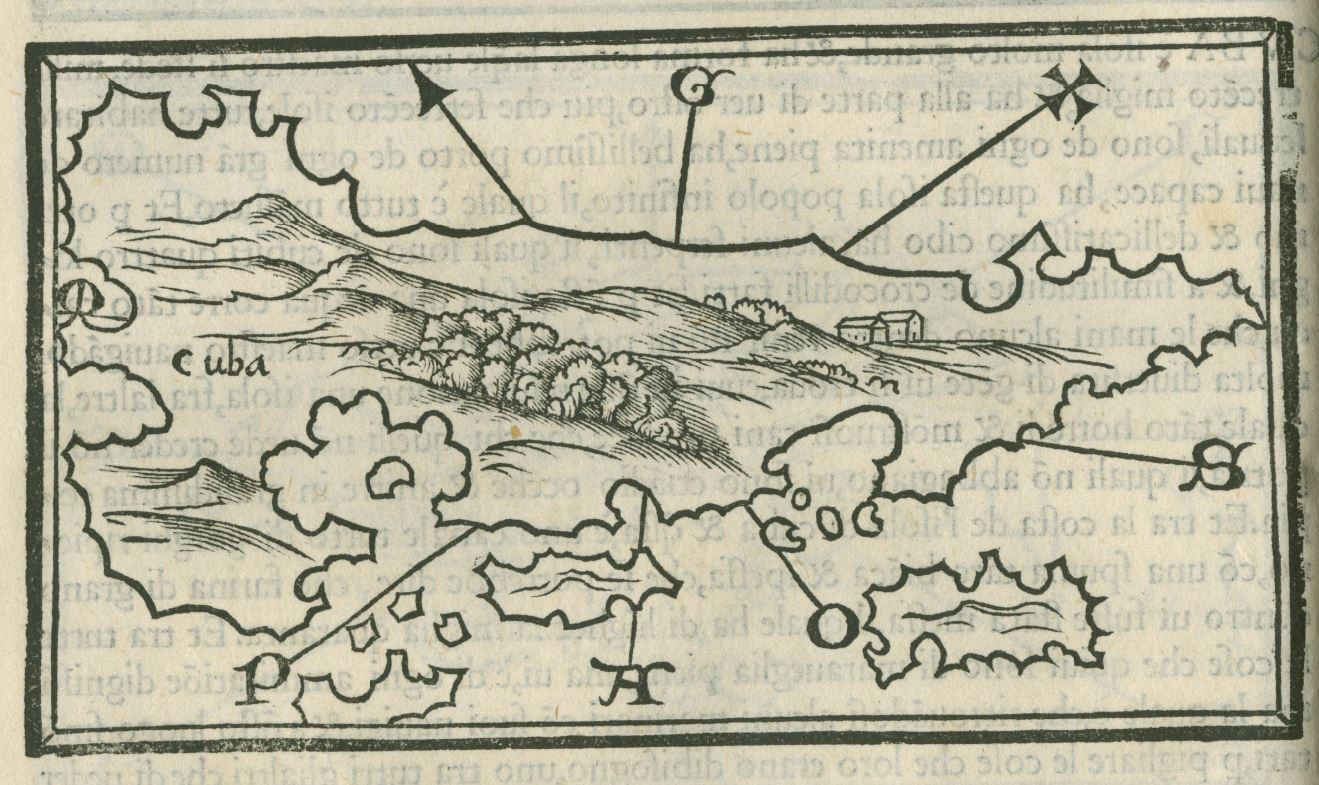
Abbildung Kuba
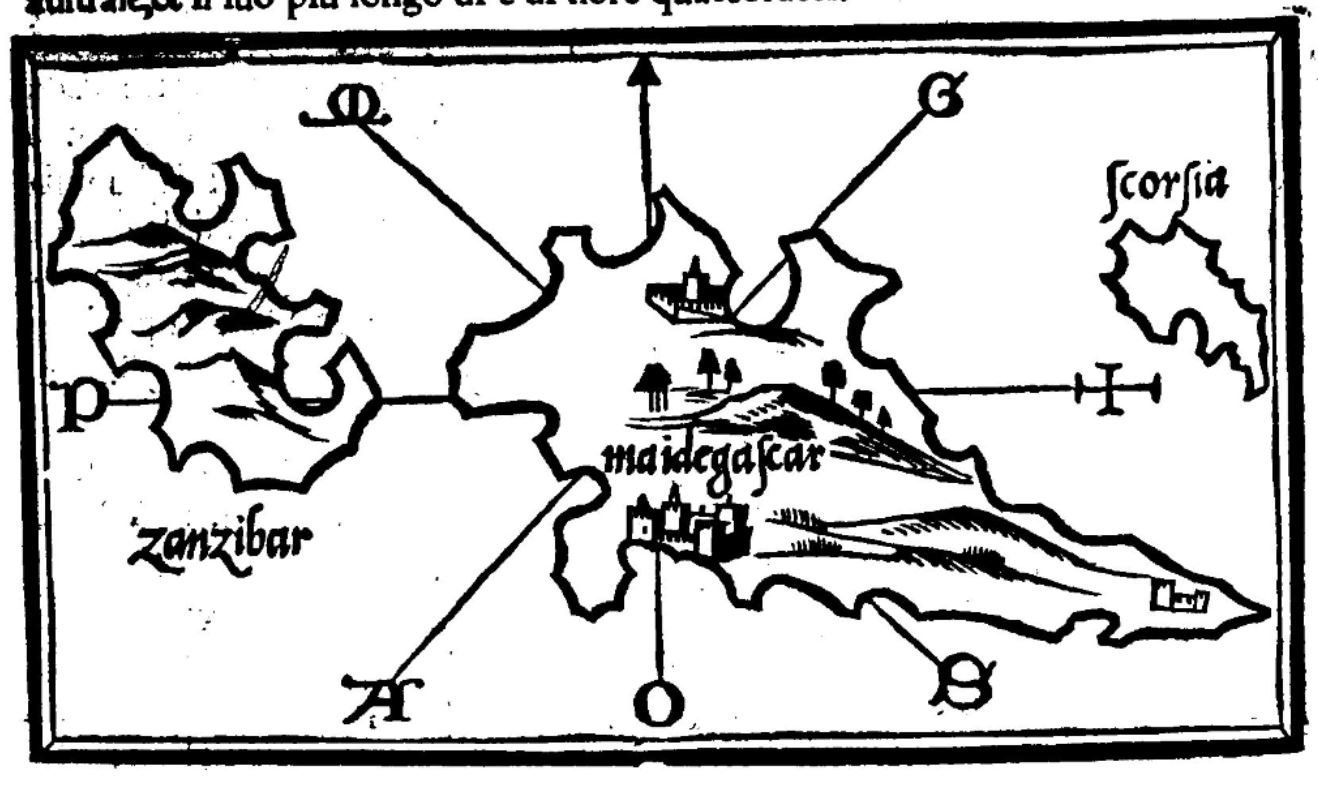
Abbildung Madagas-kar und Sansibar
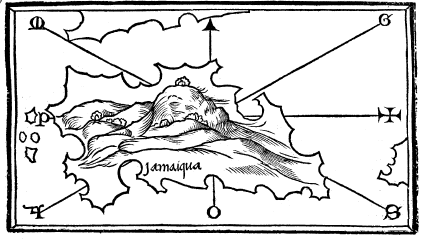
Abbildung Jamaika
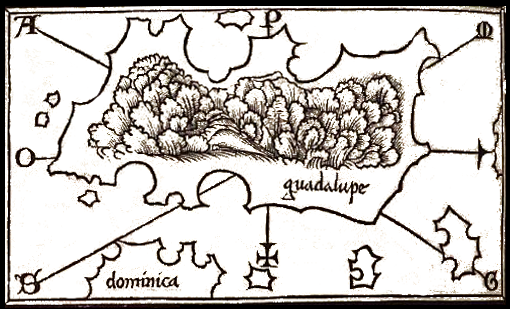
Abbildung Guadalupe

- Jacopo Russo, ein Kartograf aus Messina, erstellt 1528 eine Portolankarte, die als Renaissance-Karte von Europa bekannt ist. Sie wurde mit Tinte auf Pergament erstellt und zeigt detailliert die Küstenlinien Europas sowie angrenzender Regionen. Sie dient der Navigation und spiegelt das geographische Wissen des frühen 16. Jahrhunderts wider.[11]

Abbildungen aus Jacopo Russos Renaissance-Karte von Europa (1528)
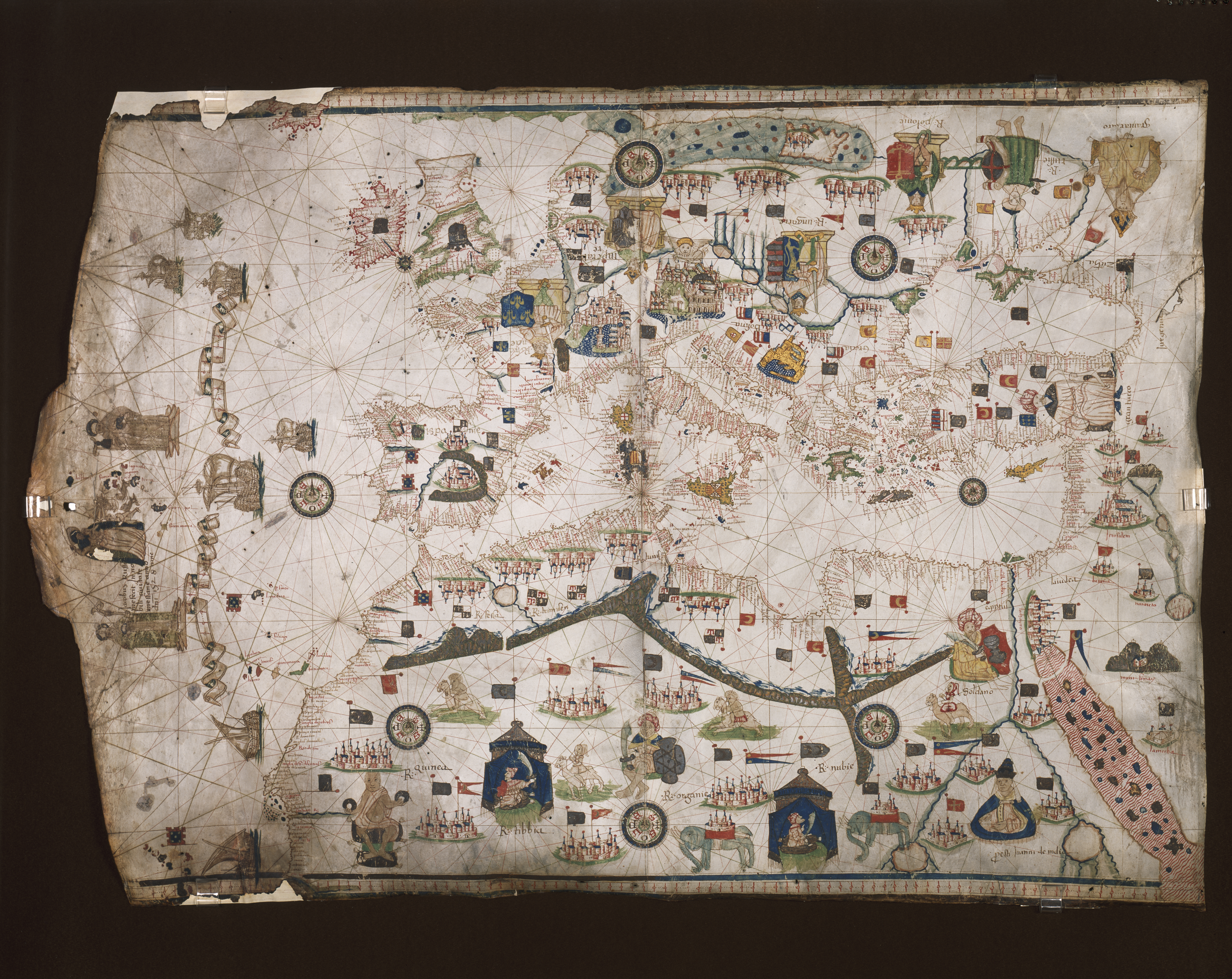
Jacopo Russo –Renaissance-Karte von Europa (1528)
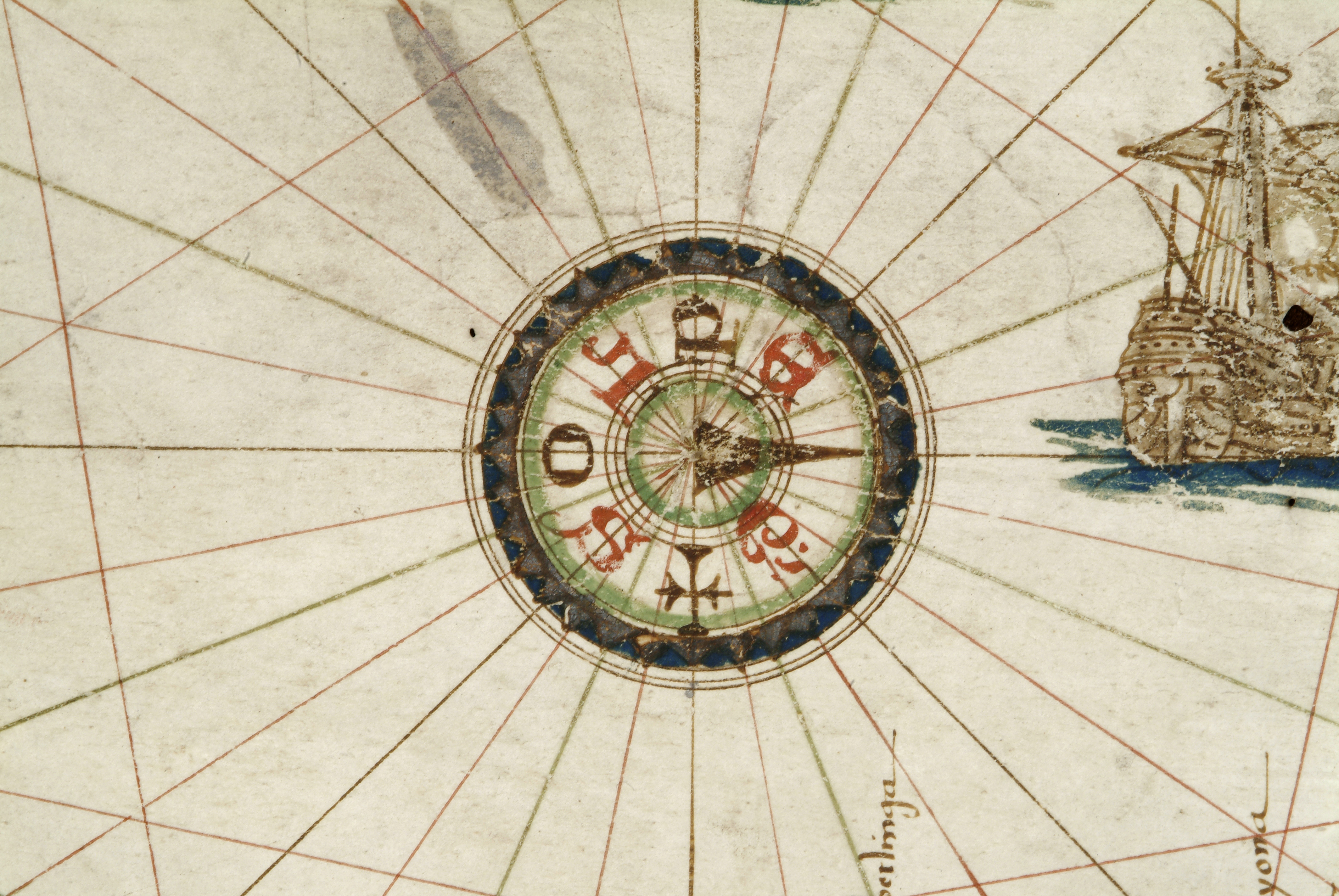
Renaissance-Karte von Europa – Details
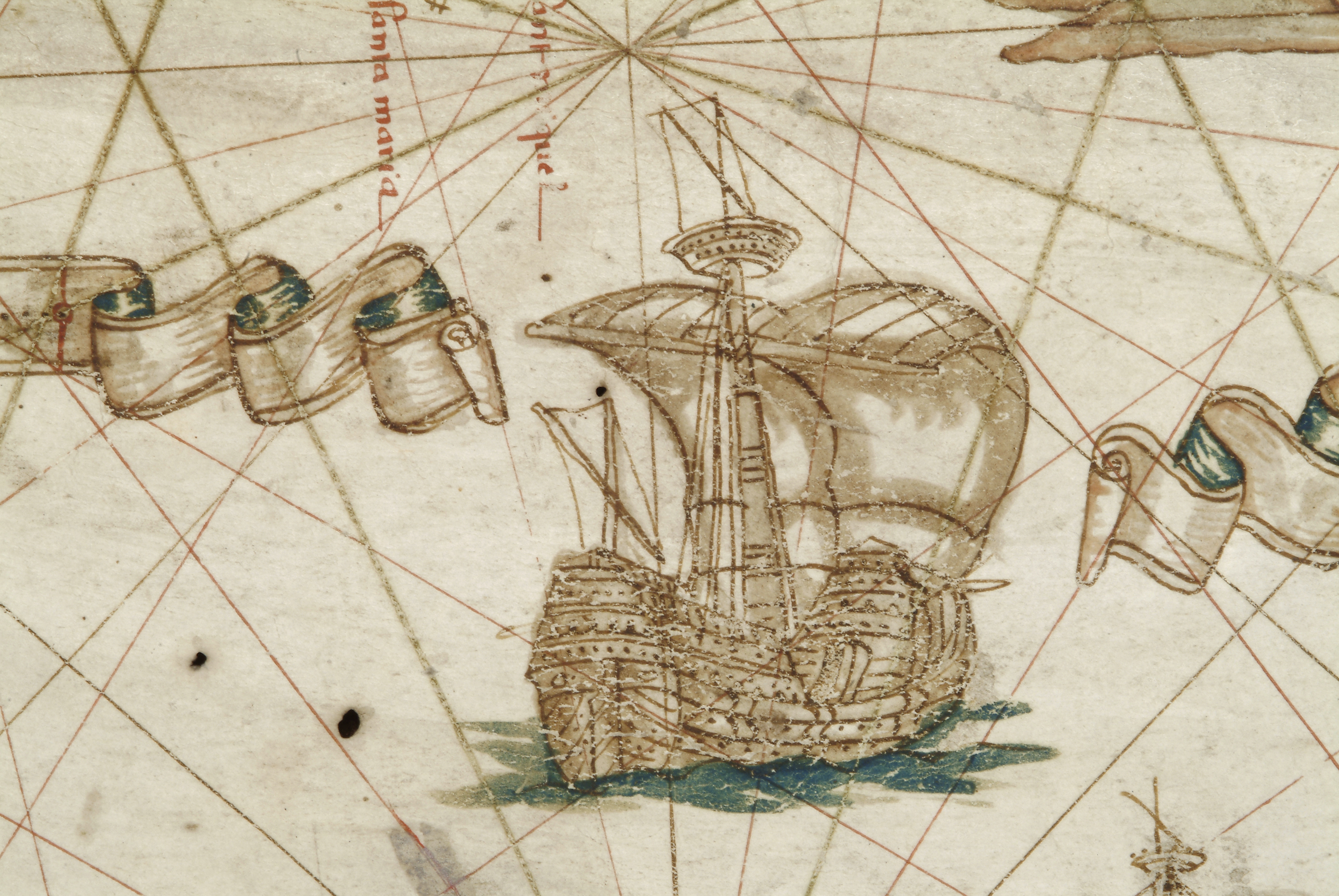
Renaissance-Karte von Europa – Details
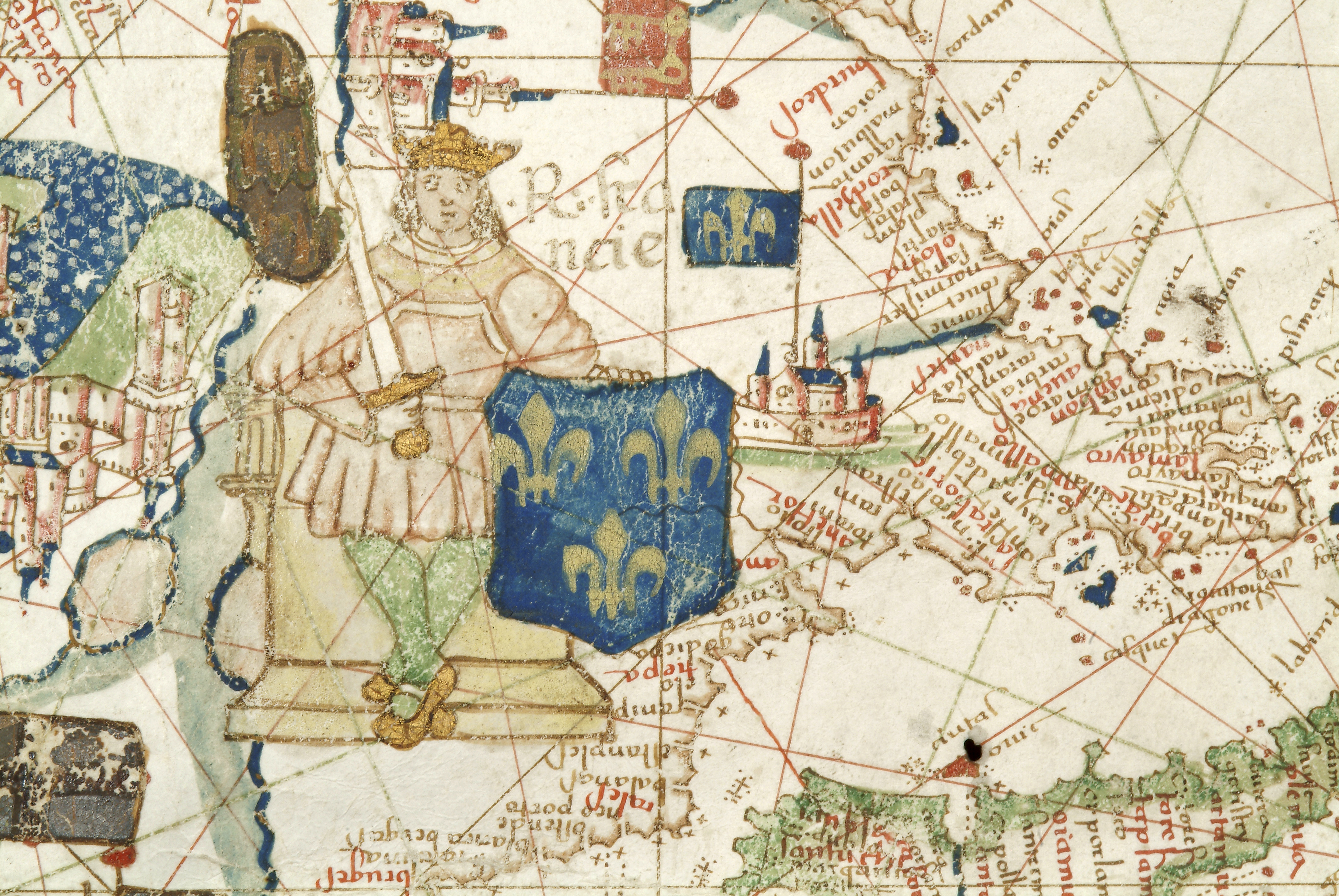
Renaissance-Karte von Europa – Details
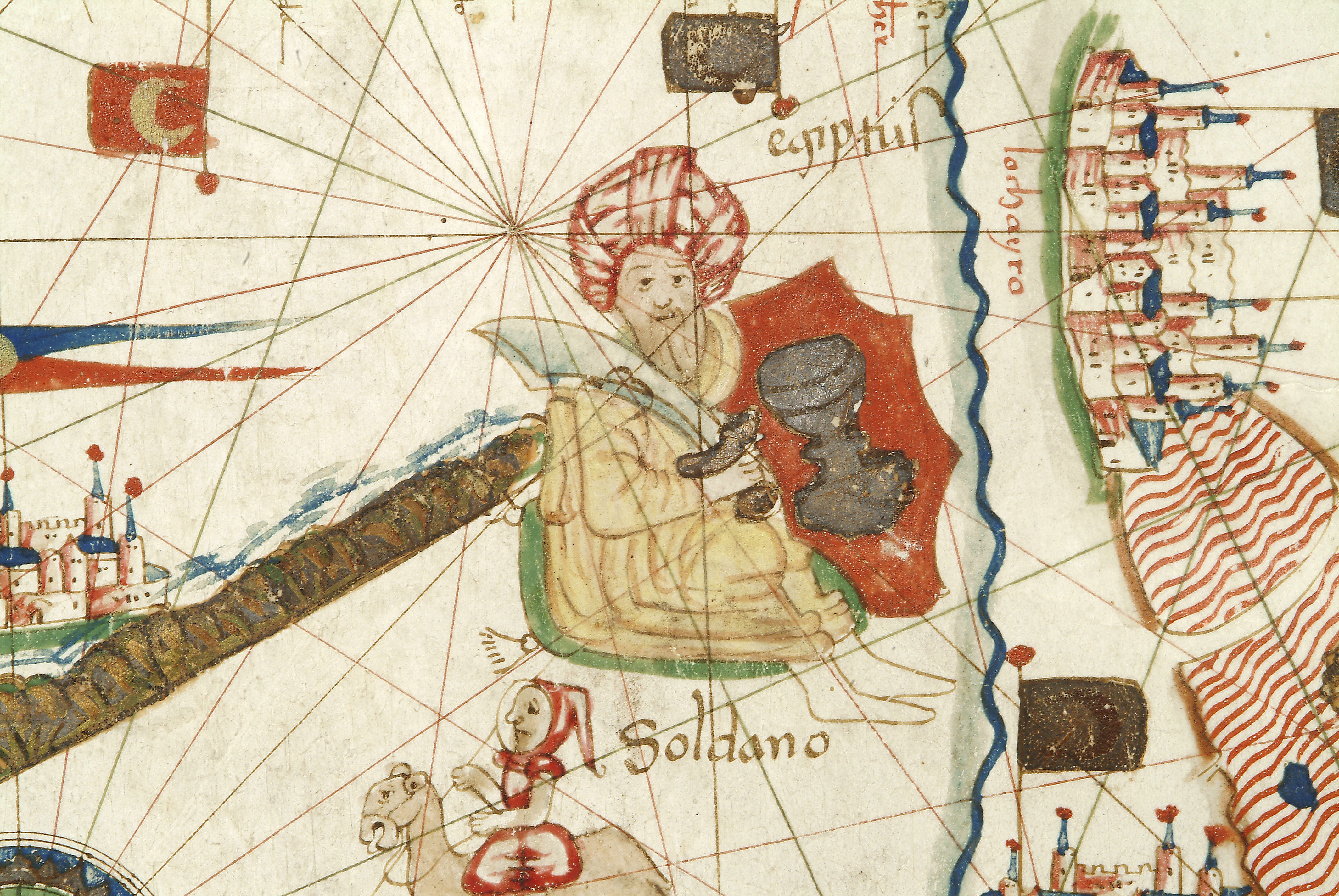
Renaissance-Karte von Europa – Details
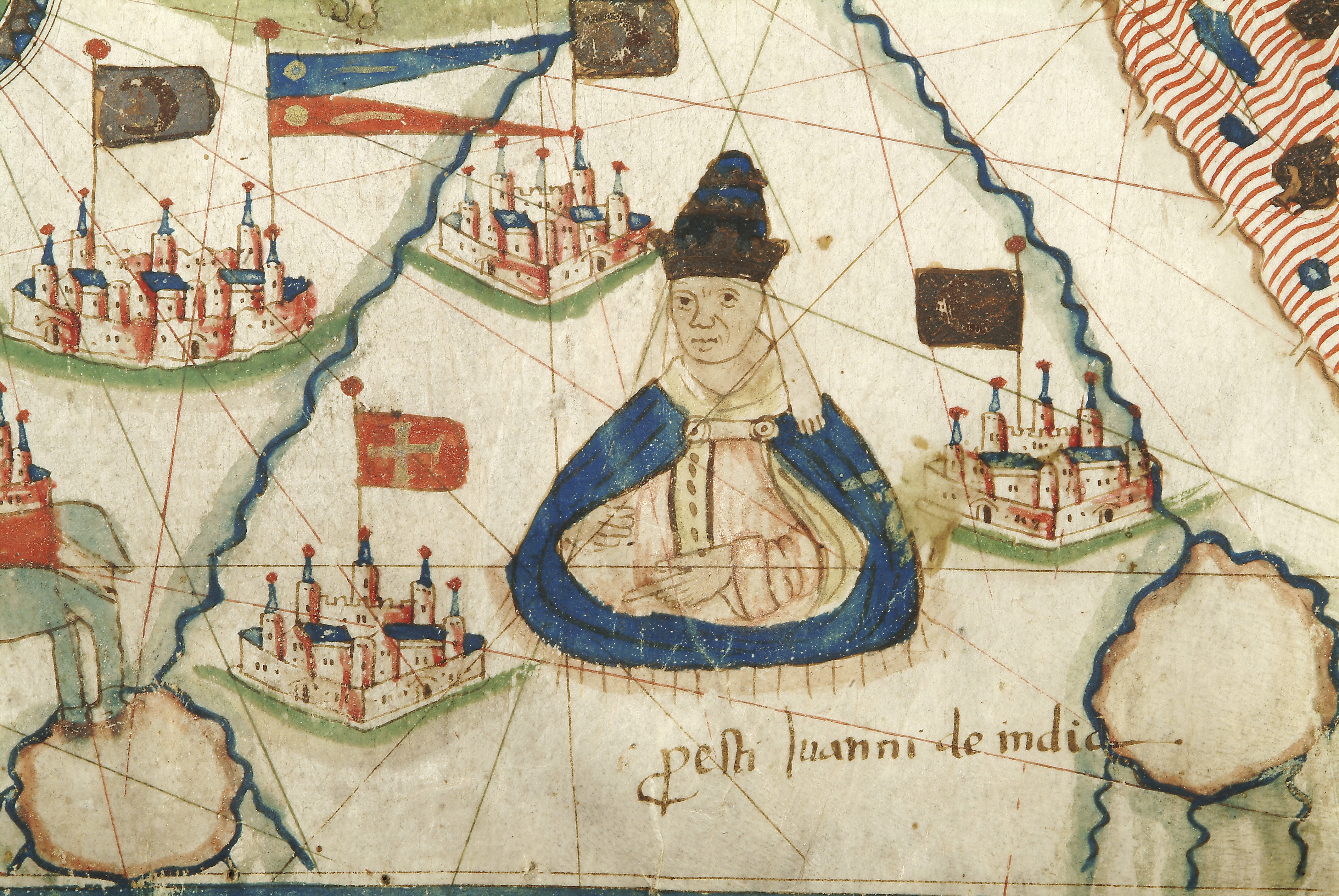
Renaissance-Karte von Europa – Details
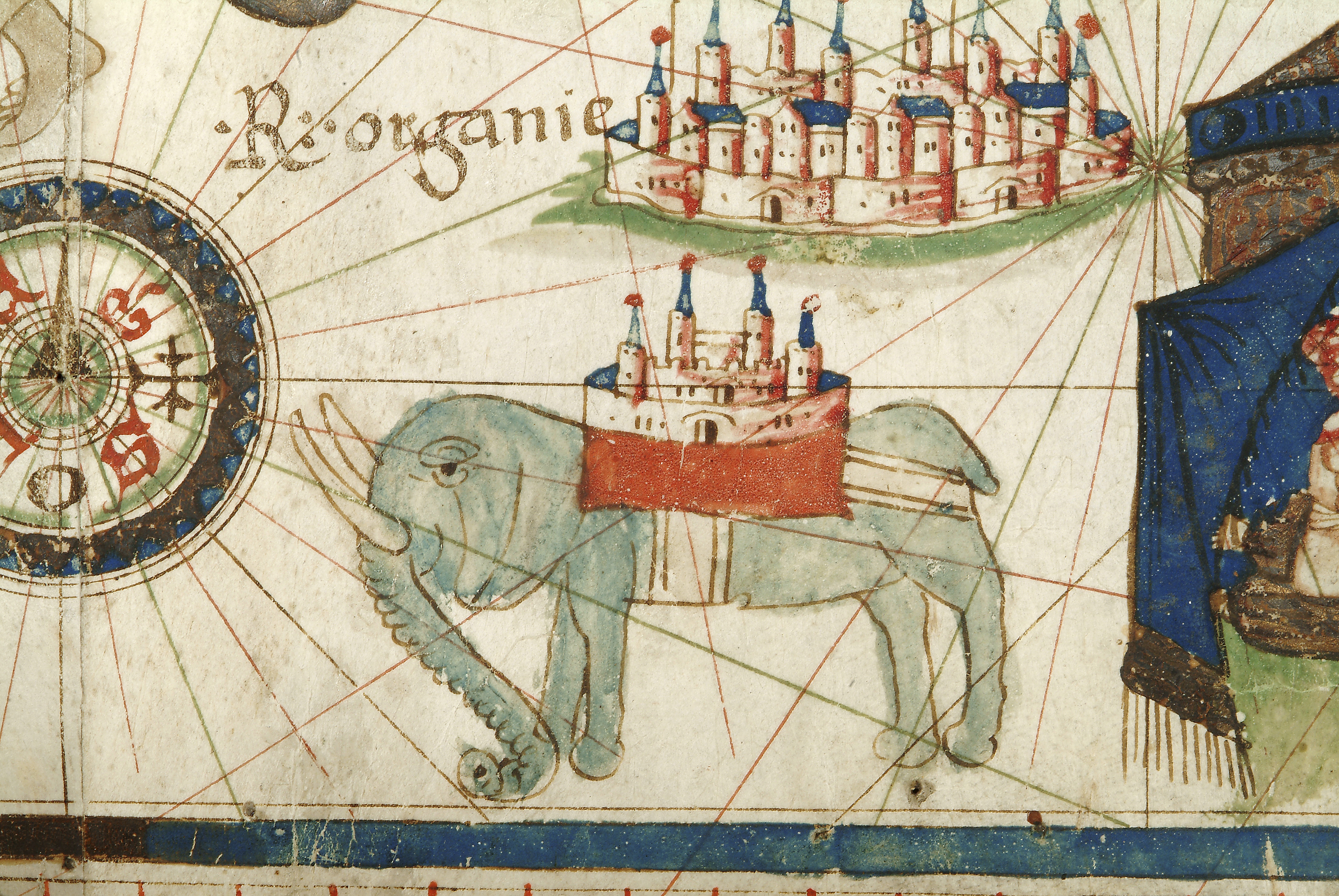
Renaissance-Karte von Europa – Details
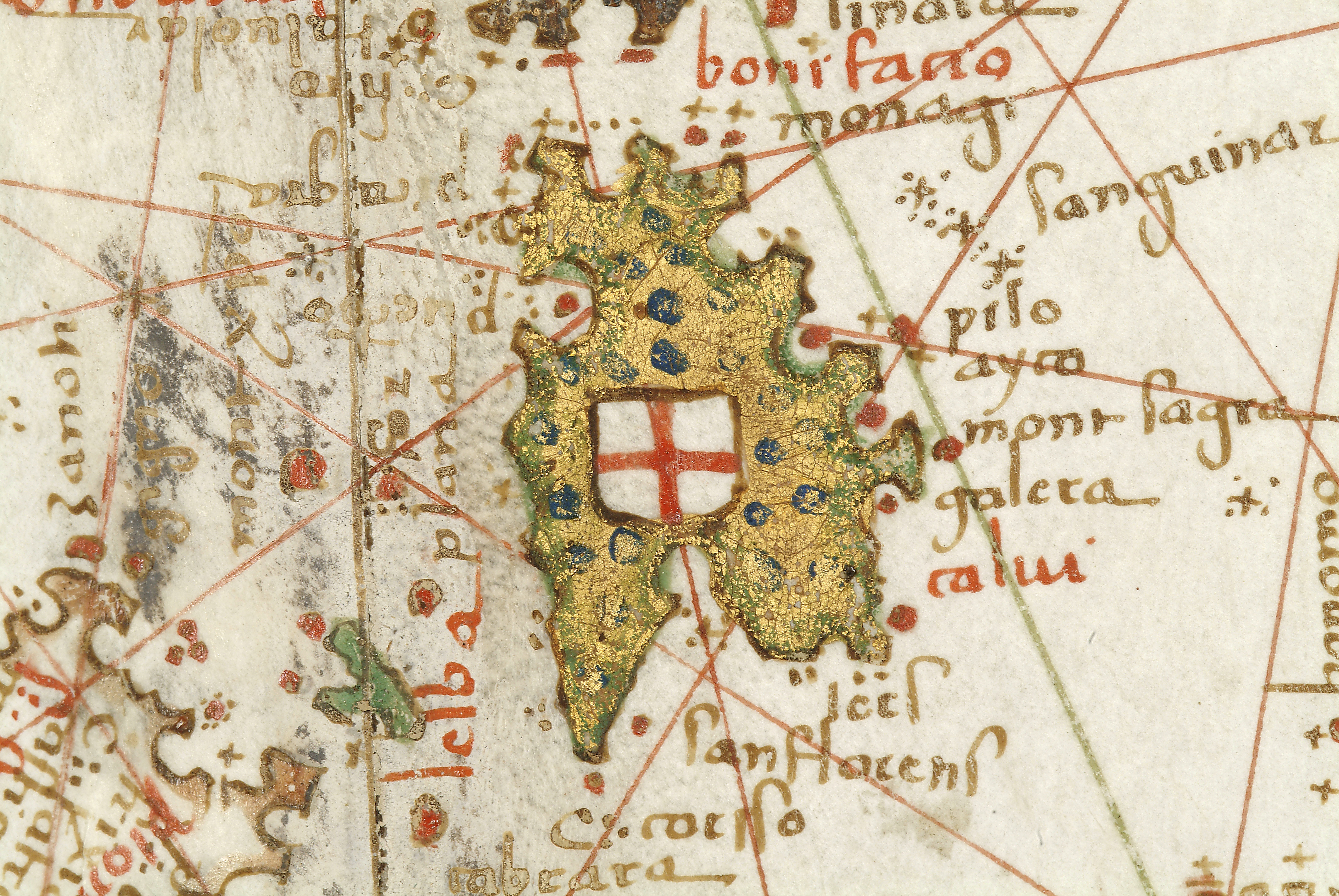
Renaissance-Karte von Europa – Details

### Strukturwissenschaften

#### Mathematik
- Johannes Vögelin publiziert in Wien bei Johann Singriener das Mathematik-Lehrbuch Elementale geometricum ex Euclidis Geometria.[12] Das Lehrbuch bietet eine Einführung in die Geometrie, basierend auf den Elementen von Euklid, und richtet sich an Studierende der Mathematik.

## Geboren

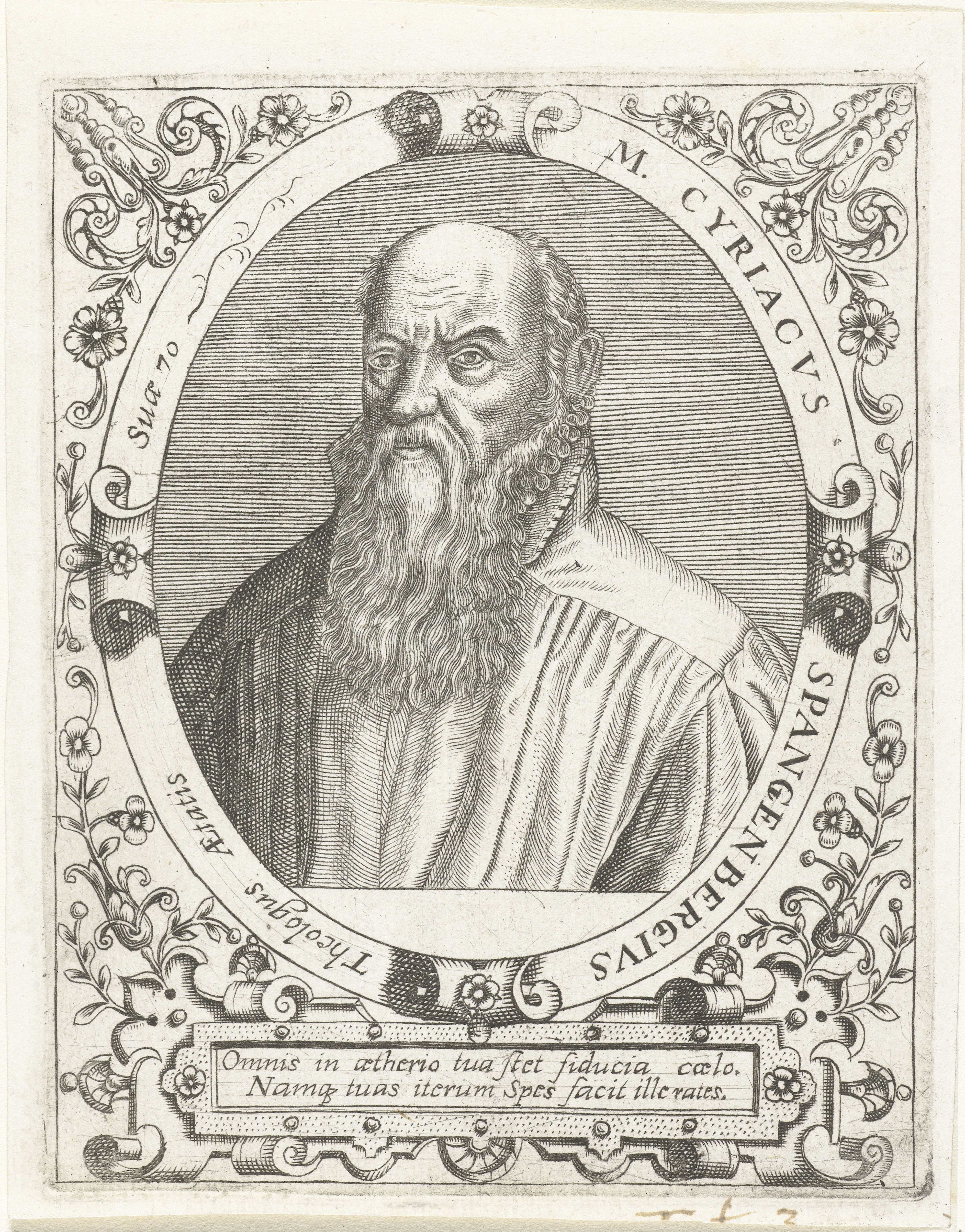
Cyriacus Spangenberg; * 7. Juni

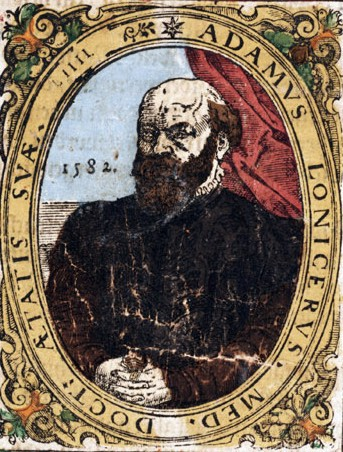
Adam Lonitzer; * 10. Oktober

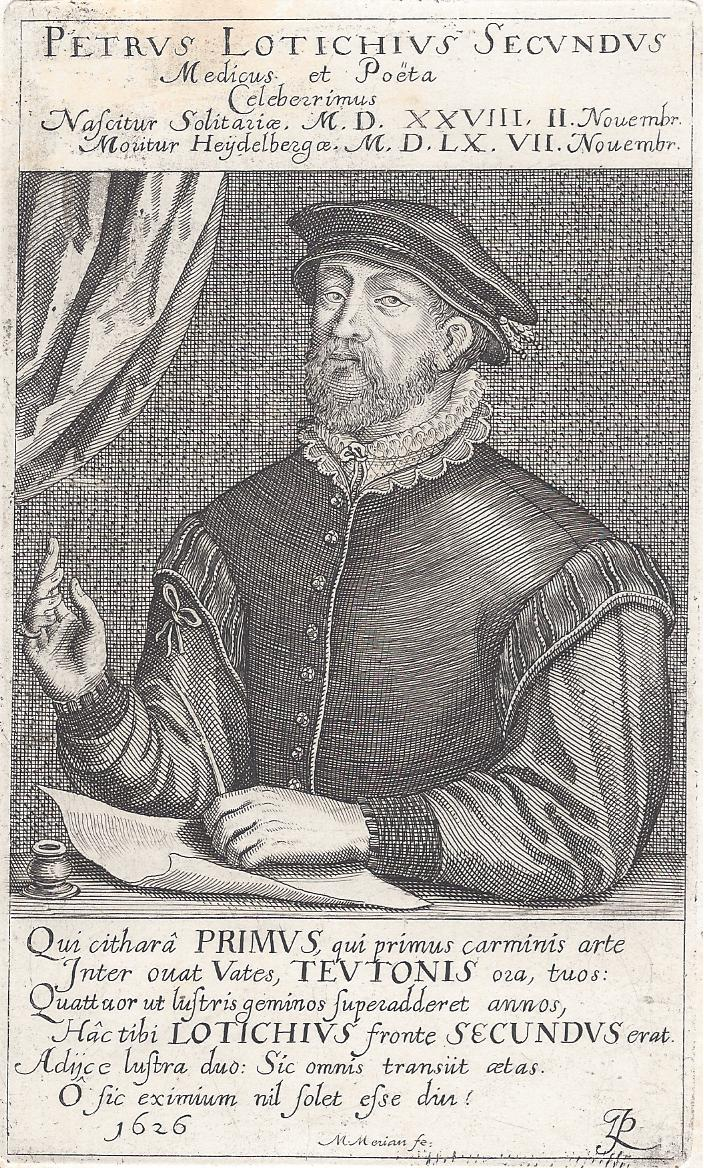
Petrus Lotichius Secundus; * 2. November

### Geburtsdatum gesichert
- 06. Januar: Bartholomäus Meier, deutscher lutherischer Theologe († 1600)
- 29. Februar: Domingo Báñez, spanischer Theologe († 1604)
- 24. März: Christoph von Ehem, deutscher Jurist, Hochschullehrer und kurpfälzischer Kanzler († 1592)
- 25. März: Jakob Andreae, deutscher Theologe und Reformator († 1590)
- 07. Juni: Cyriacus Spangenberg, deutscher evangelischer Theologe, Kirchenlieddichter und Historiker († 1604)
- 26. Juli: Diogo de Paiva de Andrade, portugiesischer katholischer Theologe († 1575)
- 18. September: Georg Hitzler, deutscher Philologe und Rhetoriker sowie Hochschullehrer († 1591)
- 21. September: Matthäus Judex, deutscher lutherischer Theologe († 1564)
- 10. Oktober: Adam Lonitzer, deutscher Naturforscher, Arzt und Botaniker († 1586)
- 02. November: Petrus Lotichius Secundus, deutscher Gelehrter, Mediziner und neulateinischer Dichter († 1560)

### Genaues Geburtsdatum unbekannt
- Absalon Pederssøn Beyer, norwegischer Geistlicher, Historiker, Schriftsteller und Lehrer († 1575)
- Adam von Bodenstein, deutscher Arzt und Alchemist († 1577)
- Giovanni Costeo, italienischer Mediziner, Botaniker und Chemiker († 1603)
- Anuce Foës, französischer Humanist, Hellenist und Philologe († 1595)
- Pedro da Fonseca, portugiesischer Philosoph, Jesuit und Theologe († 1599)
- Johann Hochmann, deutscher Jurist, Professor in Tübingen, brandenburgischer Rat und Rektor († 1603)
- Pedro Mariño de Lobeira, spanischer Autor und Chronist († 1594)
- Jean Péna, französischer Gelehrter und Mathematiker († 1558 oder 1568)
- Heitor Pinto, portugiesischer Philosoph, katholischer Theologe und geistlicher Schriftsteller († 1584)
- Johannes Posselius (der Ältere), deutscher Lehrer und Professor für griechische Sprache und Literatur († 1591)
- Georg Rataller, niederländischer Philologe und Übersetzer († 1581)
- Johann Jacob Wecker, Schweizer Arzt und Philosoph († 1586)

## Gestorben

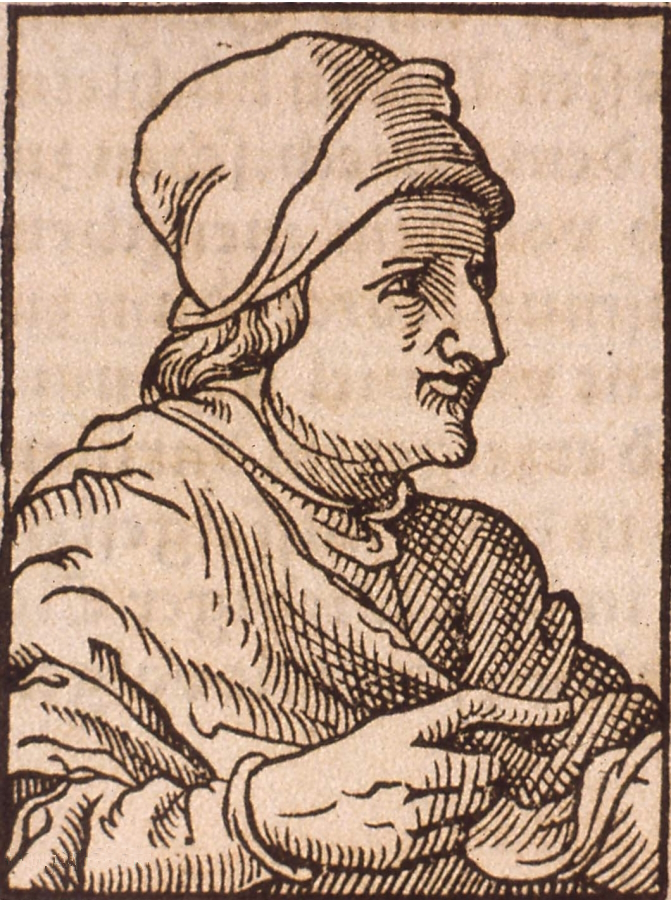
Jakob Wimpfeling; † 17. November

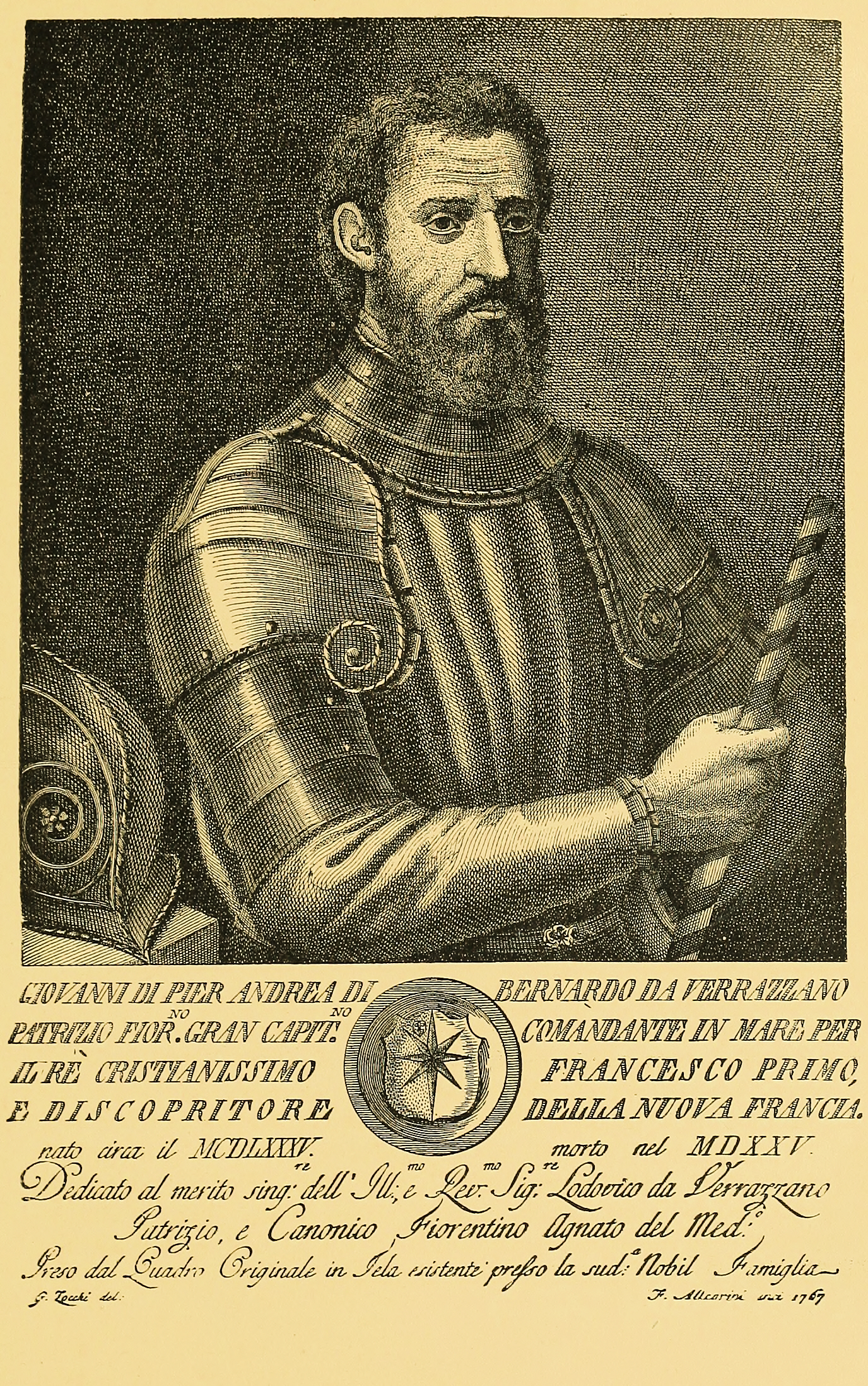
Giovanni da Verrazano; † 1528

### Todesdatum gesichert
- 06. April: Albrecht Dürer, deutscher Maler, Grafiker, Mathematiker und Kunsttheoretiker (* 1471)[13]
- 12. September: Philipp Engelbrecht, deutscher Humanist und Dichter (* um 1490)
- 16. Oktober: Hernando Alonso, spanisch-marranischer Entdecker und erstes Opfer der Inquisition in Mexiko (* um 1460)
- 17. November: Jakob Wimpfeling, deutscher Dichter, Pädagoge und Historiker (* 1450)
- 04. Dezember: Jakob Locher, deutscher humanistischer Schriftsteller und Übersetzer (* 1471)

### Genaues Todesdatum unbekannt
- Al-Birjandi, persischer Astronom und Mathematiker (* unbekannt)
- Sigismondo Tizio, italienischer Gelehrter und Priester (* 1458)
- Giovanni da Verrazzano, italienischer Seefahrer und Entdecker (* 1485)[14]
- Philippe de Vigneulles, französischer Chronist und Schriftsteller (* 1471)

### Gestorben um 1528
- Martín Fernández de Enciso, spanischer Geograph, Kartograph und Navigator (* um 1470)